# Relaciones Liberia-México
Las naciones de Liberia y México establecieron relaciones diplomáticas en 1976. Ambas naciones son miembros de las Naciones Unidas.

## Historia

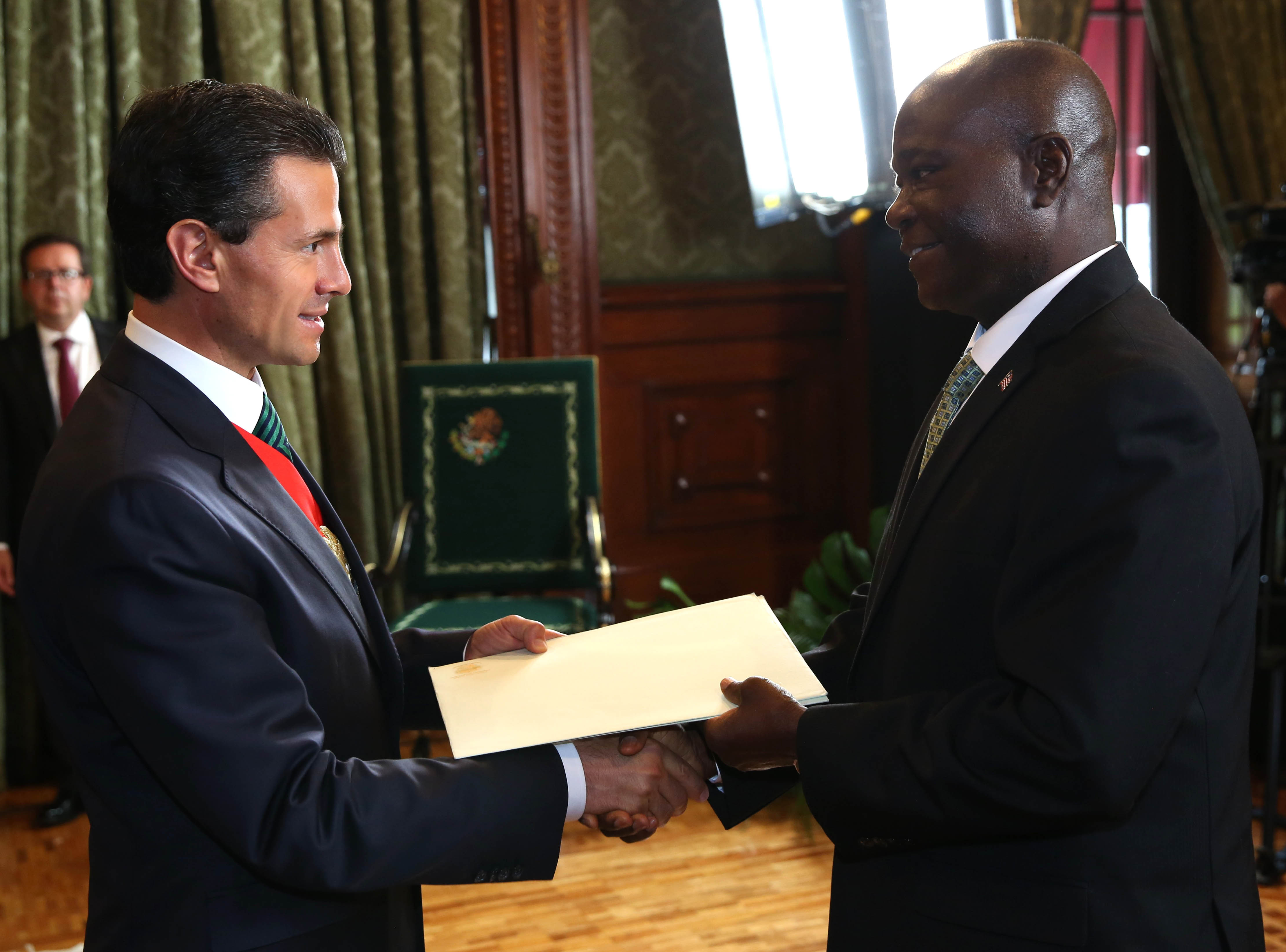
El embajador de Liberia no-residente, con el presidente mexicano Enrique Peña Nieto en la Ciudad de México; junio de 2015.

En 1961, el entonces presidente de México Adolfo López Mateos, envió una delegación presidencial de buena voluntad, encabezada por el Enviado Especial Alejandro Carrillo Marcor, para visitar Liberia y pavimentar el camino para el establecimiento de relaciones diplomáticas entre ambas naciones.
Liberia y México establecieron relaciones diplomáticas en 1976. Los vínculos se han desarrollado principalmente en el marco de foros multilaterales. 
En noviembre de 2010, el gobierno de Liberia envió una delegación de veinte miembros para asistir a la Conferencia de las Naciones Unidas sobre el Cambio Climático de 2010 en Cancún, México.
En diciembre de 2012, el embajador de Liberia residente en los Estados Unidos, Jeremiah C. Sulunteh, viajó a México como representante Especial de la presidenta Ellen Johnson-Sirleaf para asistir a la inauguración del presidente de México, Enrique Peña Nieto. En su mensaje de felicitación al presidente mexicano, la presidenta Johnson-Sirleaf elogió al gobierno y al pueblo de México por la forma transparente en que se llevó a cabo su elección y la transición ordenada que se está dando. La Presidenta Johnson-Sirleaf también deseó que la relación existente entre los pueblos de Liberia y México continúe creciendo mutuamente permitiendo a ambos países explorar nuevas áreas de cooperación económica y diplomática.

## Misiones Diplomáticas
- Liberia está acreditado ante México a través de su embajada en Washington D. C., Estados Unidos.[4]
- México está acreditado ante Liberia a través de su embajada en Acra, Ghana.[5]